# Rocco Incardona
Rocco Incardona (Scordia, 5 agosto 1942 – Madrid, 25 luglio 2007) è stato uno scultore, pittore e poeta italiano.

## Biografia
Rocco Incardona nacque il 5 agosto 1942 a Scordia, in provincia di Catania, da Gaetana Contarino (detta "Tanicchia") e Salvatore Incardona (conosciuto come "Turiddu N'Cardona"). A sette anni lasciò la Sicilia e si trasferì, con entrambi i genitori e il fratello Mario, in Argentina, precisamente a Buenos Aires dove fissò la sua residenza.
Trasferitosi a Madrid nel 1999, dopo ventisei anni trascorsi a Barcellona, morì nel 2007 a causa di un aneurisma cerebrale.

### Formazione e attività
Nel 1961 Incardona iniziò la sua carriera di attore in un teatro e strinse i primi rapporti con alcuni scrittori: Antonio Gilabert, Jorge Masciángoli e Augusto Roa Bastos. Nel 1963 intraprese gli studi presso la Scuola nazionale di Belle Arti Manuel Belgrano dove iniziò a mostrare le sue capacità di scultore partecipando due anni dopo all'Esposizione collettiva degli studenti dell'Accademia e, nel 1966, al Salone nazionale di Belle Arti. Iniziò lavorando l'argilla e conobbe musicisti e attori che gli insegnarono ad amare il mondo classico e rinascimentale.
Nel 1967 entrò a far parte della Scuola nazionale di Belle Arti Prilidiano Pueyrredón lavorando nei laboratori di Armando Bucci, Antonio Devoto e Leo Vinci. L'anno successivo venne selezionato per una esposizione dalla Scuola nazionale di Belle Arti Prilidiano Pueyrredón e partecipò a una esposizione alla Galleria Lirolay di Buenos Aires (Rocco Incardona dibuja pàjaros). Nel 1969 gli venne riconosciuta una menzione d'onore presso il VI Salone di Pittura, Scultura, Incisione e Disegno del Comune di La Plata ed espose i suoi disegni alla Galleria El Vitral di Buenos Aires. Nel 1970 ricevette un premio in occasione del XX Salone "Scultori argentini" con l'opera  Él Hombre. Nel 1971 ottenne una borsa di studio dal Fondo nazionale dell'arte per studiare a Roma e gli venne attribuito il titolo di Professore di scultura e disegno dall'Ispettorato per l'istruzione artistica di Roma. Nel 1972 realizzò (su incarico dell'architetto Lu Lubroth) una scultura in acciaio e metacrilato per il Iberia Mart World Trade Center di Madrid. La scultura, realizzata nelle officine Lorfid di Barcellona, venne fissata nella hall del palazzo spagnolo.
Nel 1973 Incardona si trasferì a Barcellona dove, nello stesso anno, partecipò alla XV Biennale di Terrassa. Ricevette una menzione d'onore per una delle sue sculture murarie, Amanecer Ecològico, e vinse il premio internazionale Ynglada Guillot. Nel 1974 espose le sue opere alla Galleria Les Amis des Arts (Aix-en-Provence, Francia). Nello stesso anno a Barcellona ricevette il premio internazionale Joan Mirò mentre l'anno successivo partecipò alla III Biennale nazionale di Scultura. Nel 1976 fu presente al Museo di Arte Moderna di Buenos Aires, alla Sala Gaudì di Barcellona e alla Galérie des Maitres Contemporains in Francia. Nel 1977 partecipò alla VI Biennale internazionale di Sport in Belle Arti a Madrid e al VI Salone internazionale dell’U.A.F.E. Nel 1978 fu presente all'Istituto di Cultura di Malaga e al XVII Premio internazionale di disegno Joan Mirò a Pamplona.Nel 1980 ricevette una medaglia d'oro al XXIV Salone internazionale di Béziers. Nel 1982 partecipò a un'esposizione a Manresa e alla VIII Biennale internazionale dello Sport in Belle Arti a Madrid. Nel 1985 partecipò a un'esposizione presso la Galleria Scala di Barcellona. Nel 1987 contribuì a realizzare un ritratto di Victoria de los Ángeles che conobbe nel 1964 al Teatro Colón di Buenos Aires. Nello stesso anno prese parte alla II Biennale d'Arte a Barcellona (durante la quale ottenne il secondo premio per la sua opera Equinozio) ed alla VI Biennale di Pittura "Città di Manresa". Nel 1992 fu presente alla X Biennale internazionale dello Sport in Belle Arti a Barcellona. Nel 1995 partecipò al concorso di plastica contemporanea a Vitoria. Nel 1997 iniziò a produrre una serie di sculture ricongiunte a personaggi concreti. In Babbino rese un chiaro omaggio al nonno materno Salvatore Contarino mentre nel Incriptatore omaggiò suo fratello Mario Incardona. Dedicò una scultura anche alla madre (Mater amatissima) e una alla zia deceduta (Gioia, termine da lei utilizzato per chiamare il nipote).
Nel 1979 l'artista strinse rapporti di lavoro con Manuel Parellada nella Fondazione che porta il suo nome. Nel 2001 Rocco Incardona e Paco Pepe Díaz Alejo crearono la Fondazione Oeste, che iniziò a collaborare attivamente con la fondazione di Parellada.
Nel 1999 si trasferì a Madrid e nello stesso anno fu presente per una sua esposizione all'Instituto Cervantes di Il Cairo e Vienna. Nel 2002 partecipò alla XIV Conferenza internazionale sull'AIDS. Nel 2004 partecipò a un'esposizione al Museo de Arte Latinoamericano de Buenos Aires e inaugurò un'esposizione al Convento de San Salvador dedicata al padre e alla madre (scomparsa un anno prima).
Nel 2005 venne invitato dalla Diputación Provoncial de Jaén per una esposizione che lui chiamò Di amore, di pelle e di ossa e che dedicò a due persone che aveva ammirato e voluto bene: Victoria de Los Ángeles e Eduardo Chillida.
Il suo carattere critico, la tendenza al lavoro solitario, l'indifferenza per le mode e la mancanza di appartenenza a gruppi e collettivi, formarono una personalità che collocava Rocco Incardona "Rotto, per intero...al margine di Baroja". Così lo definirono Gregorio Peces Barba, Angel Bahamonde e Juan Gutiérrez Cuadrado quando inaugurarono l'esposizione presso l'edificio Concepciòn Arenal dell'Università Carlos III di Madrid il 2 novembre del 2006.
Oltre alle sue opere plastiche, scrisse anche poesie. I suoi poemi furono raccolti da F. J. Dìaz Alejo e pubblicati con il titolo La luna congelata

## Un linguaggio vulcanico
Dualismo, contraddizione, angoscia, distanza, erotismo. Sono le parole chiave del pensiero di Rocco Incardona che manifesta il proprio stato di angoscia, tristezza, passione e desiderio. Al bianco e nero turbolento e contrastato delle parole unisce la sottigliezza di alcuni colori che, in contrapposizione, acquisiscono forme geometriche che sono, al tempo stesso, equilibrio di spazio e di linguaggio. Il risultato è un lavoro accurato, determinato, impeccabile. Plasticamente molto attrattivo che soddisfa pienamente il senso visivo rendendo chiaro l'erotismo latente (in un dialogo astratto tra artista e spettatore).
Le opere di Icardona si collegano al pensiero di Albert Camus che, nel saggio Il mito di Sisifo, scrisse:
Questa concezione comporta la preoccupazione dell'uomo contemporaneo che cerca quindi una via di fuga dal mondo quotidiano. Nelle opere dell'artista si riscontra la denuncia dell'uomo collocato in un mondo privo di illusioni. Di fronte alla monotonia si innalza la perfezione materiale delle opere: vi è attrazione visiva data dalle forme oniriche che fluttuano sulle superfici sulle quali incidono i colori e la luce. Vi è anche sensibilità tattile poiché le mani cercano il contatto per affermare la verità riconosciuta con gli occhi.

Gioia (2001), Rocco IncardonaBronzo

### L'essenza in Rocco Incardona
Quello che Rocco Incardona aveva inconsapevolmente ignorato durante la sua vita fu il fatto che aveva portato con sé (manifestandolo attraverso le sue opere) il suo mondo d'origine: la Sicilia. Fondeva, senza confondere, quello che le sue mani modellavano. Si appropriò della natura delle cose riportandola alla sua elementarità, alla sua bellezza originaria. Secondo il suo pensiero l'unità non esiste, è la massima invenzione dell'uomo e la più ingannevole. In essa si fondono il vivo e il morto. Realtà apparenti coprono seconde realtà che suggeriscono nuovi spazi intellettuali.
Le sue opere offrono la possibilità di riconoscere e sentire la fusione senza confusione. L'unità duale, la somma del vivo e l'inerte, di quel tutto che si chiama natura. Esse appaiono come un metodo che ha come fine la conoscenza di una realtà incomprensibile e accessibile soltanto attraverso un percorso estetico. La scultura è dominata dall'uomo, contrapposta alle forme d'arte precedenti le quali rimandavano a prospettive insolite che alludevano a esseri umani. Così la presenza dell'uomo trionfa rompendo il legame con il razionalismo e promuovendo una ricerca interiore che viene celata dalle forme esterne. Vi è quindi una evoluzione che interessa l'osservazione del profondo, dell'ambiguità dell'essere. Nell'artista scaturisce l'amore per l'essenziale, per l'indefinibile (insito nell'artista fin dai suoi primi anni).

### Tra ragione e passione
Nell'arte contemporanea, come nel pensiero classico, vi è una costante battaglia tra la ragione e la passione. Su queste basi si muove il pensiero di Rocco Incardona. Le forme soavi, l'equilibrio tra la linea e la curva, la quasi ossessiva sperimentazione del finale perfetto ha lasciato lentamente il passo ad un'opera più matura che, nella sua concezione e sviluppo, appare come un metodo conoscitivo di una realtà incomprensibile ed accessibile solamente attraverso percorsi estetici. Si tratta, in sintesi, di un'evoluzione drammatica nella ricerca del più intimo, profondo, del mistero angustioso dell'essere. L'opera di Incardona è essenzialmente interpretazione e fuga dal mondo quotidiano verso un'esistenza profonda. Lo spettatore si imbatte in una vera e propria denuncia dell'uomo collocato in un mondo privo di illusioni. Questo concetto è riflesso nello strano tormento di alcune forme. Le opere di Incardona riflettono, in maniera ricorrente, temi di forme (a volte in spazi immediati) che sono ogni volta più armoniche e luminose aprendo all'illusione. Una lotta costante, appunto, tra l'illusione e la disillusione.

El Ángel de Buenos Aires (1992), Rocco Incardona. Inchiostro, smalto s/tela (109x162). Deputazione Provinciale di Jaén

### Figurativo e astratto
Due generi artistici apparentemente antagonisti confluiscono nelle opere di Incardona: figurativo e astratto. La prima riguarda, da un lato, il corpo che rimanda a un essere profondo, e dall'altro lato, la natura. La seconda racchiude questi argomenti: colori, schemi, senza sfumature né ombre, utilizzati con grande arte pittorica (cromatismo utilizzato nell'estetica Pop). Linee parallele attraversano il piano anche se a volte vengono interrotte dalla corporalità di un uomo che appare talvolta di spalle, talvolta di profilo. Un uomo che sta lì, di fronte alle linee che si intersecano, in mezzo a una natura silenziosa che presenta due immagini significative: la luna, ad esempio, fa prendere coscienza di una superficie frammentata dove i crateri e i rilievi simboleggiano l’interiorità dell’essere umano, in questo caso di Incardona. L'altra immagine è l’apparizione di un fogliame limitato, come fossero piccoli alberi, nei quali l'applicazione del colore non lascia alcuna traccia della sua densità. La parola apparenza si avverte spesso nelle opere di Incardona. Tutto conduce all'inaspettato, all'incerto e ci stimola a percorrere il cammino del suo universo. L'artista fu un uomo che seppe resistere nei momenti difficili, che si diresse verso l’estetica con aria di sfida creando una scena propria che provoca, interpella e conduce al suo mondo.

### Gli icari apocrifi
L'arte di Incardona viene intesa come arte della trasgressione. Si avverte che la sua opera oltrepassa un accesso proibito, si addentra in un mondo singolare, quasi viscerale, a volte inquietante. Per comprendere al meglio il messaggio dell'artista siciliano occorre soffermarsi sui suoi disegni. Opere che hanno qualcosa di segreto e misterioso, di tormentato e fetale. Una moltitudine di embrioni che subiscono una metamorfosi divenendo varietà di forme che spesso ricordano degli uccelli. I soggetti di Incardona, però, non assomigliano alle aquile, né agli sparvieri o ai corvi, né tanto meno a gufi o pipistrelli. Sono uccelli astratti e molto elaborati che non hanno alcuna somiglianza con i pennuti più comuni. Incardona coglie l'espressione di queste creature e le scompone in frammenti da proporzioni notevoli che, successivamente, prendono forma nelle sue opere: essi sono gli icari, che trasformerà in opere astratte e costruttive di rilevante grandezza. L'universo plastico di Incardona, però, non esisterebbe senza quello spirito onirico, surreale, insito nello stesso artista, che concepisce queste creature descritte: esseri provenienti da un altro mondo che amano l'inquietudine.

### Paesaggi
Nei dipinti dell'artista gli alberi dispiegano la loro forma trionfante, in crescita. I colori delle opere sono vivaci e perfetti, il paesaggio include terreni dai contorni trionfanti con colori intensi che garantiscono un rendimento prossimo all'infinito. Il paesaggio include, inoltre, acque dalla freschezza e dalla limpidezza che né gli alberi né il terreno riescono a mettere in dubbio. Gli elementi che sfuggono alla memoria riescono solo a segnalare l’imperfezione di questa funzione umana. Le figure di donne e uomini sono imperfette e mostrano linee e colori in diretto contrasto con la felicità del paesaggio. Queste figure rappresentano corpi ricchi di espressività che manifestano tutti i loro sentimenti. In particolare, i sentimenti di frustrazione e paura davanti a una fine imminente riescono a farsi notare quasi in modo inevitabile. Altre volte, invece, si avverte l'aprirsi di brevi parentesi relative al godimento che in tali esseri ha prodotto una divina e discutibile identificazione con il paesaggio. Si potrebbe notare che queste creature abitino la loro imperfezione senza mai arrivare ad accettarla, come se fosse stato promesso loro un altro stato delle cose che l'esistenza quotidiana non è riuscita a elargire.  Lo stato di decomposizione, in cui alcuni di questi esseri si presentano, lascia inoltre prevedere una conclusione dolorosa ma rapida. È remota ma innegabile la possibilità che i frammenti in qualche modo si incorporino al paesaggio partecipando al godimento dei suoi colori intensi e produttivi.
Tutto ciò comporta un interrogativo per cui l'artista ha prodotto sculture con sentimento doloroso e sofferente, mentre nella pittura vi era uno stile meno duro, più accessibile nella forma e nel contenuto. La risposta alla domanda potrebbe essere la seguente: quando Incardona passava dal piano allo spazio, riusciva a far emergere i suoi fantasmi in modo più crudo. La superficie, il piano, erano per lui una limitazione oltre la quale le sue mani erano così in grado di plasmare qualcosa di molto più viscerale.

## Principali riconoscimenti
- Menzione d'onore presso il VI Salone, La Plata.
- XX Salone Scultori Argentini, San Martín.
- Gran Premio VI Salone internazionale U.A.F.E., Nizza.
- Medaglia d'oro presso il XXIV Salone internazionale, Beziers.
- Premio di consolazione presso la 2ª Biennale d'Arte, Barcellona.
- X Biennale internazionale di Sport in Belle Arti, Barcellona.